# Chapeau à bec

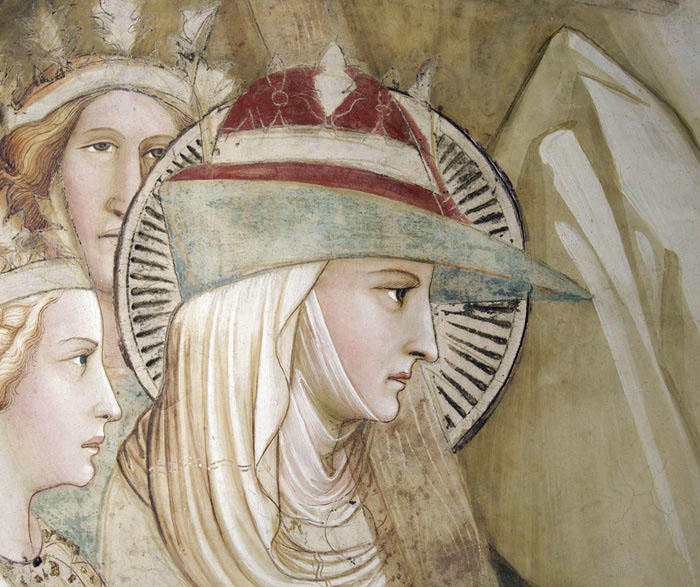
Sainte Hélène avec un chapeau à bec. Vers 1380

Le chapeau à bec est un style de chapeau qui était à la mode pour les hommes et les femmes en Europe de l'Ouest du XIIIe au XVIe siècle,. Il a un large bord qui est relevé à l'arrière et pointu à l'avant comme un bec d'oiseau. 
Le chapeau était à l'origine porté par la noblesse, qui fut ensuite imitée par la bourgeoisie,, . Il était souvent décoré de plumes, de bijoux ou d'autres ornements. Aujourd'hui, il est communément associé au personnage de Robin des Bois.

## Galerie

Représentations de Robin des Bois avec un chapeau à bec
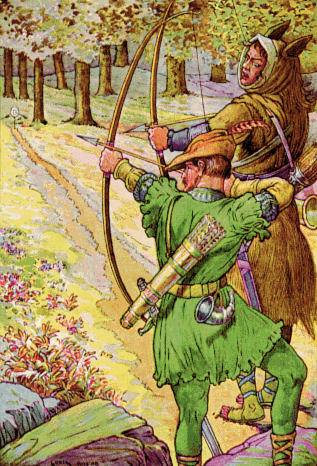
Illustration de Louis John Rhead, 1912
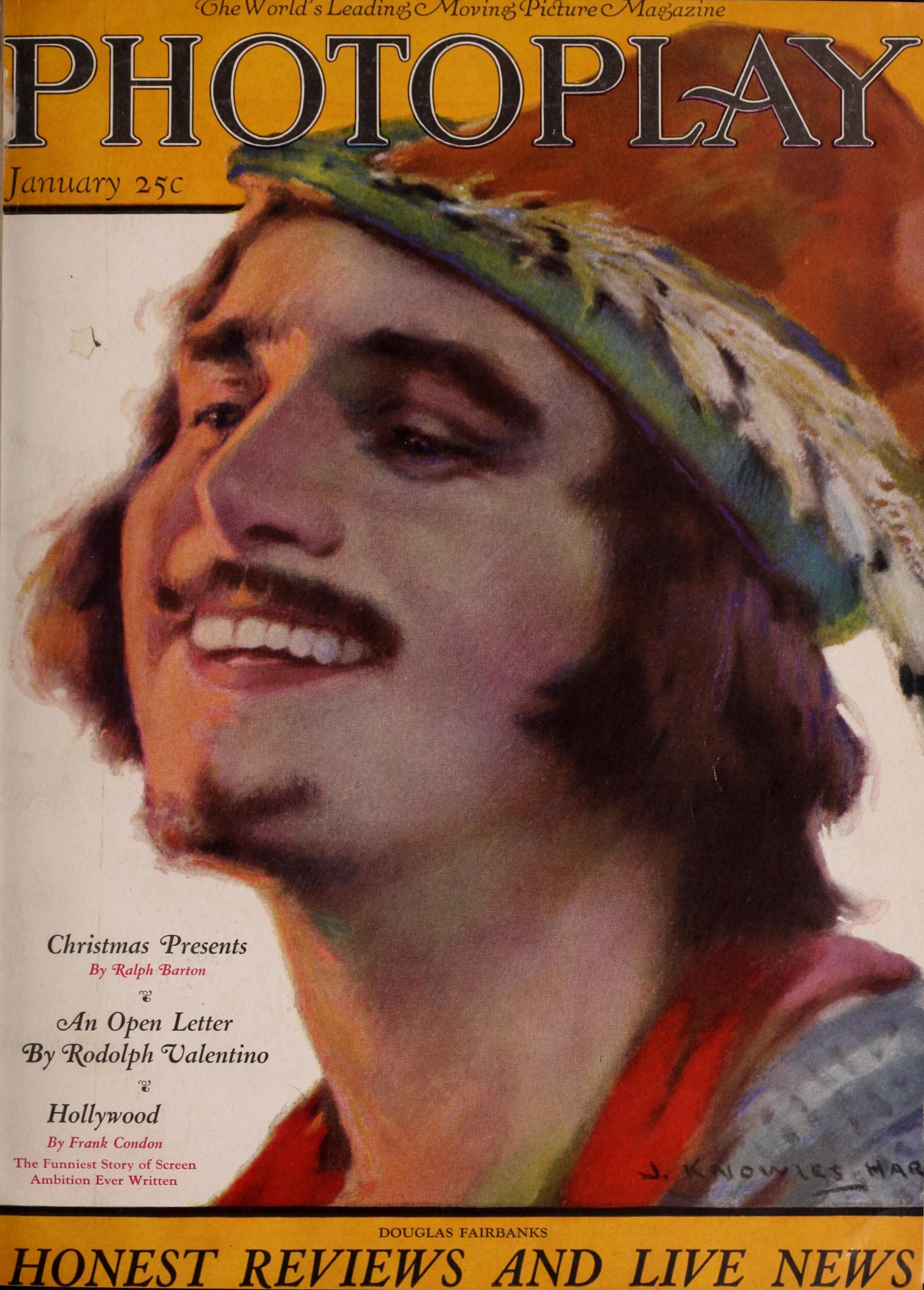
Douglas Fairbanks dans Photoplay, janvier 1923